# 黃黑深水三鰭䲁
大頭深水三鰭䲁（學名：Forsterygion flavonigrum），為輻鰭魚綱䲁形目三鰭䲁科深水三鰭䲁屬的一個種，分布於西南太平洋紐西蘭北島海域，深度4至110公尺，本魚呈圓柱狀，眼眶上具有觸鬚，非繁殖期的顏色為淡粉紅色的頭部，淡黃色的身體和尾巴，眼睛上方有一塊黑色的斑紋，沿著身體中央的條紋逐漸變成深黃色，繁殖期時雄魚頭部和尾部變成黑色，而身體的其餘部分則變成亮黃色，背鰭3個，背鰭硬棘23-27枚、背鰭軟條12-15枚、臀鰭硬棘2枚、臀鰭軟條25-30枚，體長可達5公分，棲息在岩礁區，通常躲在岩縫或海綿中，以小型無脊椎動物為食，雌魚產附著性卵在藻類築的巢，雄魚會守護卵，幼魚為浮游性，生活習性不明。